# Erwartung (Soziologie)
Der Begriff Erwartung spielt eine zentrale Rolle in der Soziologie. Zum einen beschreibt er die Annahme eines Handelnden darüber, was ein anderer oder mehrere andere tun würden (antizipatorische Erwartung), zum anderen auch das, was er oder andere billigerweise tun sollten (normative Erwartung).
Wird eine Erwartung enttäuscht, dann wird sie meist geändert, in einigen wenigen Fällen aber auch aufrechterhalten (Kontrafaktische Stabilität).

## Erwartung als Grundbegriff
Die soziobiologische und biosoziale Mitgift des Menschen, durch Beobachten und Lernen vorauszuschauen, führt ihn zu seinen sozial geprägten Erwartungen, die alle – vage oder verfestigt – sein soziales Handeln prägen. Dies reicht von alltäglichen Verhaltensweisen bis zu seinen Religionen und Sozialstrukturen. Demzufolge befasst sich jede Soziologie mit „Erwartungen“. Beispielsweise ist der Grundbegriff der sozialen Rolle als Bündel von an Personen gerichtete Erwartungen definierbar. Diese umfassen die Annahmen einer Bezugsgruppe über das, was ein Positionsinhaber zu tun hat. Danach wird beurteilt, wie ein Akteur seine soziale Rolle ausgestaltet. Siehe dazu das Stichwort Rollenerwartung.

## Erwartungen höherer Stufe
Der „reflexive Mechanismus“ (Luhmann) des „Erwartens von Erwartungen“ spielt in der alltäglichen Praxis des sozialen Miteinanders eine elementare Rolle: Nicht nur im Sinne der Bewandtnis, sondern auch in Bezug auf die Genese von Identität und reflexivem Denken. Der „reflexive Mechanismus“ spiegelt sich in jedweder Facette gesellschaftlicher Tätigkeit, von den banalsten Handlungen bis hin zu hochspezifischen Prozessen: zum Beispiel wohnen Erwartungen im Bereich des Börsenhandels, vor allem der Derivatenspekulation und der Hedge-Fonds-Geschäfte eine bedeutende Rolle inne.

## Weitere Anwendungen
Als Adaptive Erwartung bezeichnet man eine Erwartung, bei der das Individuum seine bisherigen Erfahrungen nutzt, um seine Erwartungen zu bilden. Als Rationale Erwartung bezeichnet man dagegen eine Erwartung, bei der das Individuum alle verfügbaren Informationen benutzt, um seine Erwartungen zu bilden.
Die Motivationspsychologie formuliert ein Erwartung-mal-Wert-Modell, nach welchem die Motivation für ein bestimmtes Verhalten von der subjektiven Erwartung und dem zu erreichenden Wert abhängt.